# Mungu ibariki Afrika
Mungu ibariki Afrika (in lingua swahili, "Dio benedici l'Africa") è l'inno nazionale della Tanzania. È basato sulla melodia di Nkosi sikelel' iAfrika di Enoch Sontonga, che è anche inno nazionale del Sudafrica e dello Zambia; il testo è in swahili.

## Testo
Mungu ibariki Afrika

Wabariki viongozi wake

Hekima, umoja na amani,

Hizi ni ngao zetu,

Afrika na watu wake.
Ibariki, Afrika,
Ibariki, Afrika,
Tubariki, Watoto wa Afrika.
Mungu ibariki Tanzania

Dumisha uhuru na umoja

Wake kwa waume na watoto

Mungu ibariki,

Tanzania na watu wake.
Ibariki, Tanzania,
Ibariki, Tanzania,
Tubariki, watoto wa Tanzania.

## Traduzione
Dio benedici l'Africa

Benedici i suoi leader

Saggezza, Unità e Pace

questi sono i nostri scudi,

dell'Africa e di tutta la sua gente.
Benedici l'Africa
Benedici l'Africa
Benedici noi, figli dell'Africa.
Dio benedici la Tanzania

Dona sempre libertà e unità

alle donne, agli uomini e ai bambini

Dio benedici la Tanzania

e tutta la sua gente.
Benedici la Tanzania
Benedici la Tanzania
Benedici noi, figli della Tanzania.